# Emanuel Kegel
Emanuel Kegel (* 1655 in Gotha; † 23. Juni 1724 in Breslau) war ein deutscher Komponist.

## Leben
Der Sohn eines Amtsschössers besuchte das Gymnasium in Gotha, studierte in Jena und war ein Schüler Adam Dreses und zuerst Kantor in Neustadt bei Coburg, ein halbes Jahr später Kantor in Saalfeld. Später wurde „nach dem Ableben des hiesigen Stadtorganist Justi Weinmann ... Kegel in ansehung seiner guten qualitäten“ Stadtorganist in Gera. Im Jahre 1695 übernahm er in Gera dann das Hoforganistenamt unter Graf Heinrich Reuß XVIII. 1700 wurde er Hofkapellmeister am Geraer Hof. Von 1703 bis 1707 war er der Lehrer von Gottfried Heinrich Stölzel. Er führte das Amt des Hofkapellmeisters in Gera bis zum 31. Dezember 1717 aus, da ab 1. Januar 1718 Gottfried Heinrich Stölzel bis zum September 1719 mit dem Amt bestallt wurde. Kegel erreichte nunmehr auf dem Klagewege seine früheren Rechte zurück und wirkte ab Ende 1719 bis zu seinem Tode wieder im selbigen Amt.
Sein Sohn Ludwig Heinrich Kegel (* 25. Oktober 1705; † nach 1749) wurde wiederum Amtsnachfolger von Stölzel in Gotha nach dem Ableben Stölzels 1749. Seine Tochter Johanna Ämilia (Emilia) Kegel heiratete Adam Falckenhagen, den Komponisten am Weißenfelser Hof.
Von seinen Kompositionen ist zu Lebzeiten nichts gedruckt worden.

## Werk
- Herculis Jugend und Tugend., Tafelmusik, 1700 (Text: Johann Christoph Thalheim)
- Nichts ist suesser als die Liebe. Kantate

## Einspielungen
- Lobt Gott ihr Christen allzugleich; Baroque Bass Cantatas. Klaus Mertens; Accademia Daniel; Ensemble Shalev Ad-El, cpo, 777-298-2, 2007.